# Finalmente... le mille e una notte
Finalmente... le mille e una notte è un film del 1972, diretto da Antonio Margheriti.

## Trama
Il sultano Almamud, diventato improvvisamente impotente, non riesce a godersi la bella Zumurud. I consiglieri chiamano allora delle persone che lo possano eccitare raccontando delle storie. Alla fine delle storie l'uomo finalmente potrà godersi Zumurud.

### Prima storia
Il sultano persiano Samandar ha una discussione con l'amico Abuisè. Il primo si riteneva un grande dongiovanni e possessore di tutte le ragazze della zona, l'altro seppur sposato con una sola donna, aveva rapporti assai vogliosi e licenziosi con lei. I due fanno così una scommessa su chi avrebbe suscitato su una delle donne l'orgasmo più grande ed eccitante. Pare che Abuisè stia per vincere, ma poi s'accorge che Samandar lo ha ingannato andando a letto con la sua donna. Perciò l'uomo si ritrova cornificato e vinto.

### Seconda storia
Aladino, un povero diavolo di strada, ama segretamente la principessa Marian, tuttavia la sua è solo una triste illusione. Un giorno trova una lampada magica dalla quale, dopo essere stata strofinata, esce un genio che chiede al suo nuovo padrone i suoi desideri. Aladino pensa bene di chiedere un modo per arrivare al cuore di Marian. Il genio, intuendo le sue voglie, gli procura un tappeto magico e lo veste come un grandioso principe, facendolo subito volare a palazzo dalla sua amata. Facilmente Amarian si lascia sedurre da Aladino e acconsente a volare per un po' sui tetti di Baghdad con lui. La principessa vuole scendere, ma il genio sussurra all'orecchio di Aladino di possedere la sua amata, solo così il tappeto li avrebbe fatti scendere. Così finalmente il desiderio di Aladino si avvera e dopo l'amplesso, Marian lo sposerà.

### Terza storia
Aziza è una principessa cattiva e seviziatrice, sempre insoddisfatta spiritualmente e sessualmente. Ella pretende che ogni maschio superdotato della zona la possegga affinché possa decidere chi sarà il nuovo re della città. Varie persone si presentano a lei, ma dopo l'amplesso vengono sempre tutte o uccise o castrate, perché la ragazza sostiene di voler essere amata numerose volte dopo il primo amplesso. Così accade che sette fratelli gemelli la posseggono uno dopo l'altro, riuscendo ad avere con Aziza ben tredici rapporti continui, soddisfando le sue voglie. Proprio in quel momento in città giunge un ottavo fratello gemello degli altri, evirato da piccolo per svolgere la carica di eunuco, che viene mandato dentro il palazzo. La principessa Aziza, non ancora ripresasi dai vari rapporti sessuali, se lo prende come marito e la notte dopo la cerimonia avrà una brutta sorpresa.